# 張惺
張惺（1995年8月16日—）別名Tehu，是一名知名日本大學生、程式員，日本华侨。目前就讀慶應義塾大學SFC環境情報學部，但處於休學狀態。
出生於兵庫縣神戶市，就讀知名的難關學校灘中学校・高等学校，期間開始自学编程，在14岁的时候做出健康指数计算的app《健康计算机》，在App Store下载量排到了第三名。当时的日本媒体在采访报道他时纷纷称他为“天才中学生编程员”。其後，他又陸續参与大型演唱会设计工作策划，亦為日本政界选举活动提供创意。曾稱自己最尊敬的人物為村井純。